# Двойной беседочный узел
Двойно́й бесе́дочный у́зел (от фр. Nœud de chaise — «узел-стул, беседка»; англ. Bowline upon the bight — «булинь на середине верёвки») — морской серединный спасательный узел, образующий пару петель на середине троса. Оба коренных конца троса должны быть равно нагружены. Петли узла могут быть использованы раздельно. Узел применяют в морском деле для спуска раненого с высоты — ноги помещают в петли узла, если человек ещё в сознании, он держится за оба коренных конца троса, если человек — без сознания, оборачивают грудь в районе подмышек полуштыком, который делают коренными концами троса. Согласно другим источникам, узел используют следующим образом — одна из петель делается в два раза меньше другой, при этом в одной петле человек сидит, а другая петля обхватывает его туловище под мышками.
Существуют три родственных булиня в различных флотах — испанский, португальский, французский (двойной беседочный узел). Однако, отличие состоит в том, что испанский и французский булини завязывают на середине троса с тягой за сдвоенный коренной конец, тогда как португальский булинь завязывают на конце троса с тягой за одинарный коренной конец, хотя все три булиня выполняют одну и ту же функцию — спасательную.

## Способ завязывания

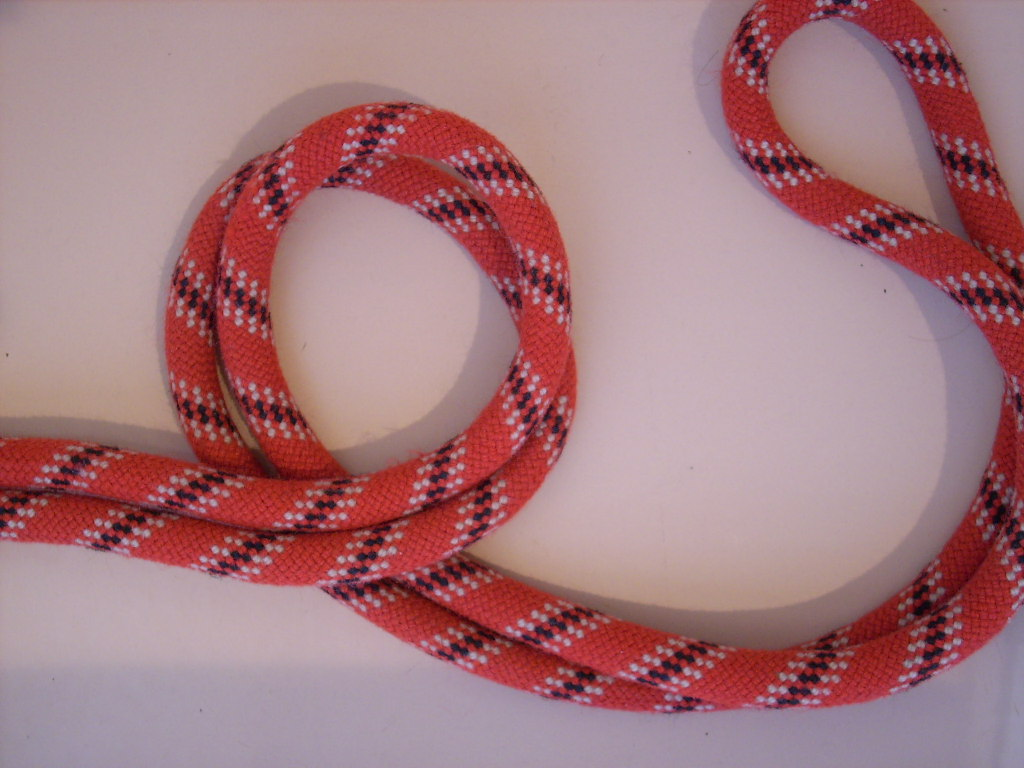
1. Сложить трос пополам, создав закрытую петлю; создать колы́шку.
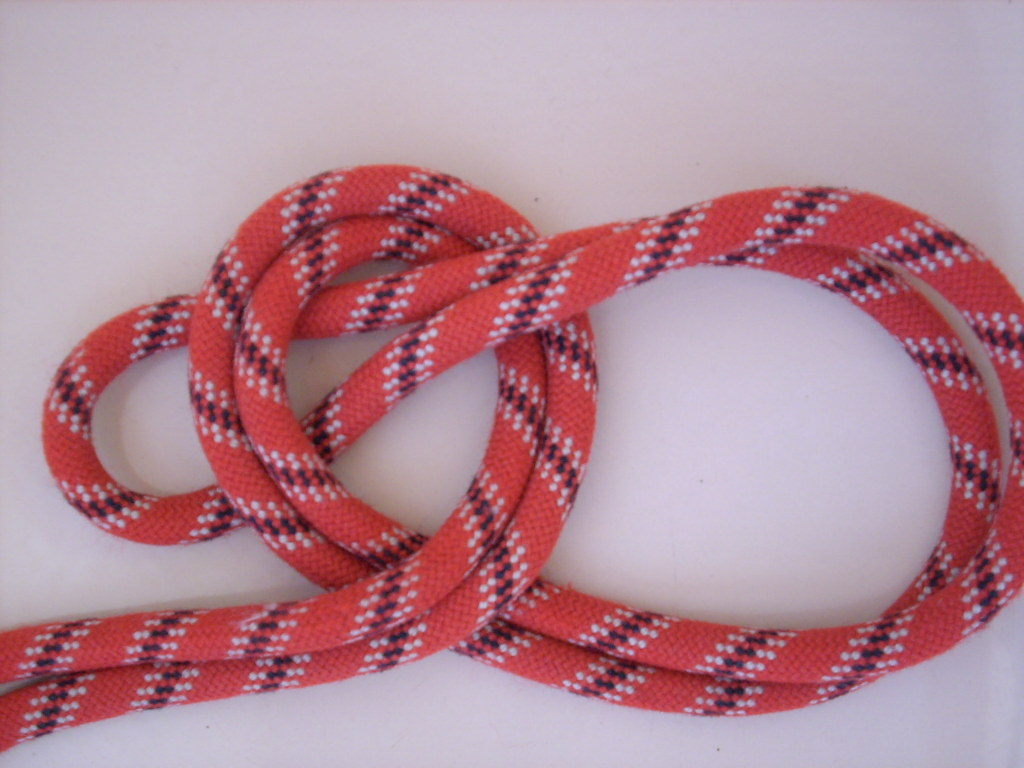
2. Завязать узел, вставив закрытую петлю внутрь колышки.
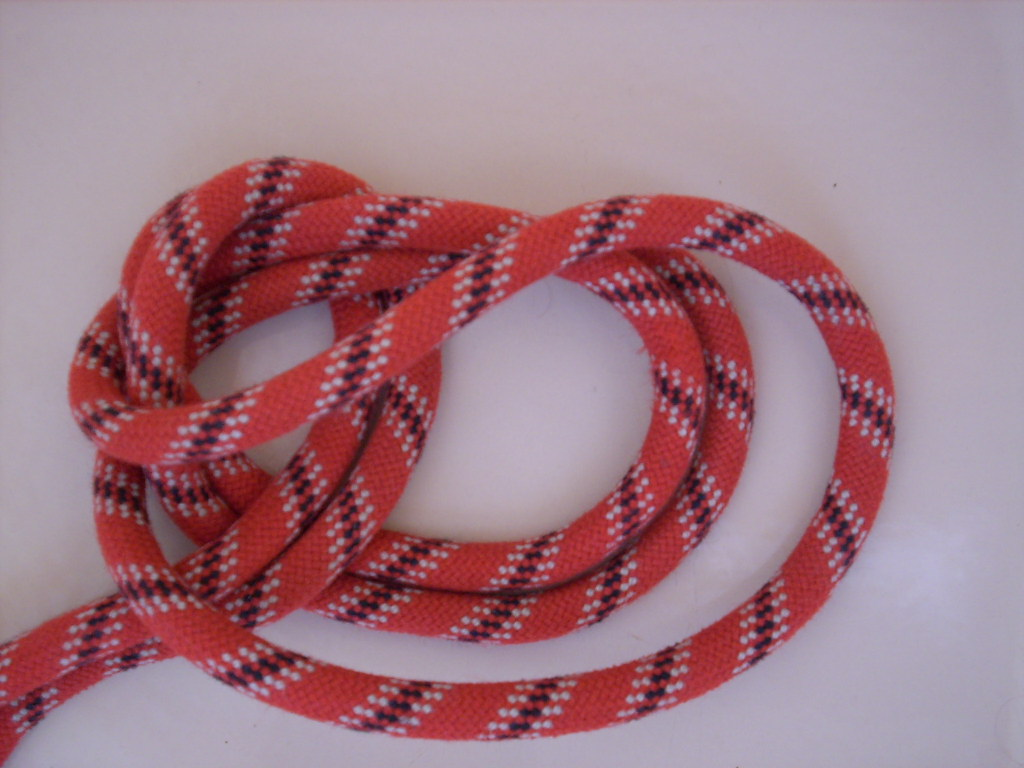
3. Перекинуть петлю на противоположную сторону узла, обернув.
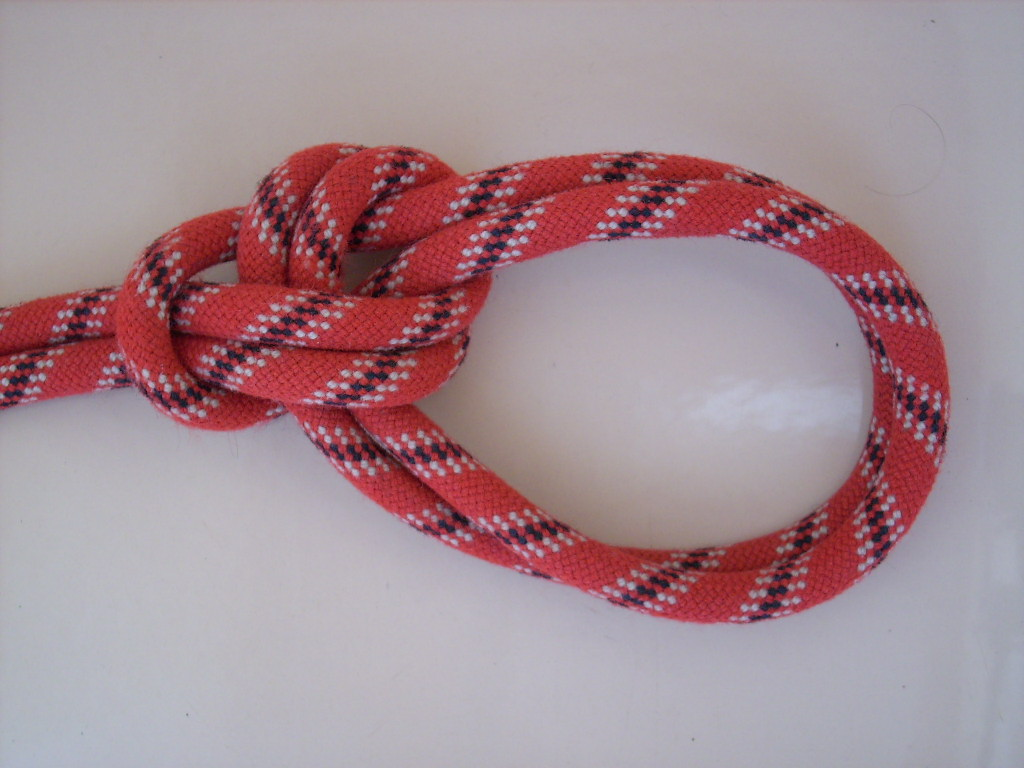
4. Затянуть.

Существуют 4 способа завязывания двойного беседочного узла:
На середине верёвки
- Петлёй верёвки из беседочного узла для накидывания готовой петли на объект[18]
- Петлёй верёвки из простого узла для накидывания готовой петли на объект[8]
- Петлёй верёвки из простого узла обратным способом для накидывания готовой петли на объект[8]

На конце верёвки
- Концом верёвки из двойного булиня для ввязывания в объект[19]

## Признаки
Достоинства
- Легко развязывать после приложенной нагрузки
- Узел — надёжен (если используют на середине троса, то не имеет конца и не требуется контрольный узел)

Недостатки
- Оба коренных конца троса должны быть равно нагружаемы
- Большой расход верёвки
- Несколько способов завязывания
- Легко ошибиться при завязывании[20]
- Если нагружают лишь один коренной конец из двух, используя сразу обе петли, то необходим контрольный узел, в морском деле — одинарный беседочный узел, завязываемый ходовым концом троса на коренном[21], в скалолазании — двойной простой узел, завязываемый рабочим концом верёвки вокруг грузового
- Если нагружают лишь один коренной конец из двух, используя лишь одну из двух петель, одна петля затягивается и «ползёт»

## Применение
В морском деле
- Основное назначение — изготовление морской беседки[8][17] для работы человека на вертикальной поверхности в подвешенном состоянии (со страховкой). При необходимости можно сесть на обе петли и без доски для быстрого подъёма или спуска. Существует вариант, когда в одной петле человек сидит, а другая петля обтягивает его туловище подмышками. Так можно перемещать по вертикали человека, потерявшего сознание. Садиться можно только на петлю коренного конца. Если сесть на петлю ходового конца, а грудь охватить коренной петлёй, то узел вместе с человеком поползёт вниз из-за вытягивания коренным концом своей петли, которая при этом сильно сдавит грудь. Для этого варианта особенно важно наличие контрольного узла, иначе под нагрузкой первая петля будет надёжна, а вторая может растягиваться; в случае транспортировки человека — это смертельно опасно
- Для буксировки шлюпки или яхты

В альпинизме

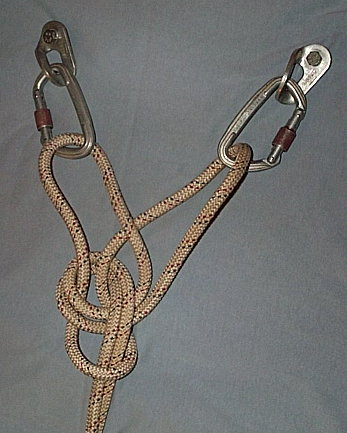
Двойной булинь с раздельными петлями на двух точках станции

- Для крепления петли узла на 2 отдельные точки станции вместе или на каждую точку свою петлю узла
- Для создания «станции Банши́» («булинь-мастер») замкнутой петлёй на двух шлямбурах, на одном — двойной булинь, на другом — узел «стремя»

В спелеотуризме
- Двойной булинь применяют также в качестве амортизирующего узла[11]

В скалолазании
- Для страховки (двойной булинь)

## Источники

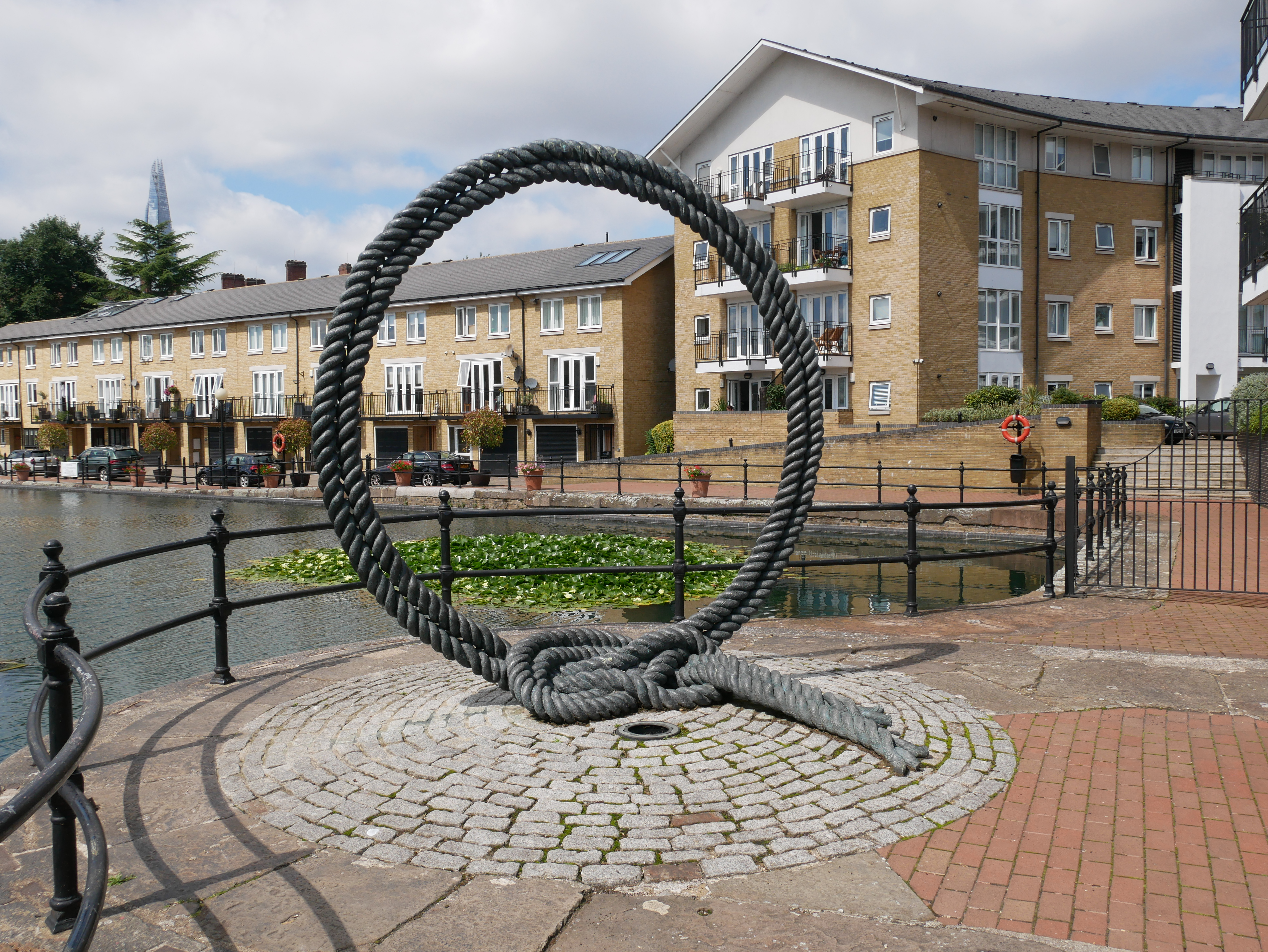
Скульптура от Wendy Taylor, Лондон

## Булини
- Беседочный узел
- Голландский булинь
- Полуторный булинь
- Водный булинь
- Двойной булинь
- Бегущий булинь
- Два встречных беседочных узла[фр.]
- Двойной беседочный узел
- Тройной булинь[англ.]
- Встречный булинь
- Двойной беседочный узел
- Португальский булинь
- Испанский булинь
- Казачий узел
- Калмыцкий узел
- Эскимосский булинь
- Односторонняя восьмёрка